# Brug 482
Brug 482 is een kunstwerk in Buitenveldert,  Amsterdam-Zuid.
De brug is gelegen in het Amstelpark. Het is een zogenaamde dubbeldeksbrug, twee gescheiden verkeersstromen boven elkaar, al is dat hier beperkt tot voetgangers (het Amstelpark is voetgangersgebied). De brug is de enige toevoer naar en afvoer vanaf het doolhof dat op een eiland ligt. De brug vormt daarbij een onderdeel van het doolhof. Iemand die via het benedendek het doolhof betreedt en het doolhof doorloopt, komt vervolgens via het bovendek terug, en omgekeerd. Bij oplevering van de brug was er nog een verplichte looprichting; dit in verband met de te verwachten drukte tijdens Floriade 1972. Op het doolhofeiland kan men via gangbare paden niet direct van beneden- naar bovendek klimmen. De officieuze bijnaam is Doolhofbrug.
De oorspronkelijke bruggen in en naar het Amstelpark werden ontworpen door de Dienst der Publieke Werken. Voor deze brug werd het architectencollectief Oyevaar, Stolle en Van Gool ingeschakeld, waarmee samengewerkt werd. Het kunstwerk wordt gedragen door een houten paalfundering met betonnen opzetstukken (22 heipalen). Er werd bijna het gehele jaar 1971 aan gewerkt. Op de fundering zijn betonnen landhoofden gebouwd waartussen betonnen liggers kwamen. Het enige andere materiaal dat gebruikt is is metaal voor de toegangshekjes van de brug.
Voor de breedte van de doorvaart wordt 7,5 meter vermeld, maar de doorvaarthoogte is met minder dan 20 cm een onneembaar obstakel.

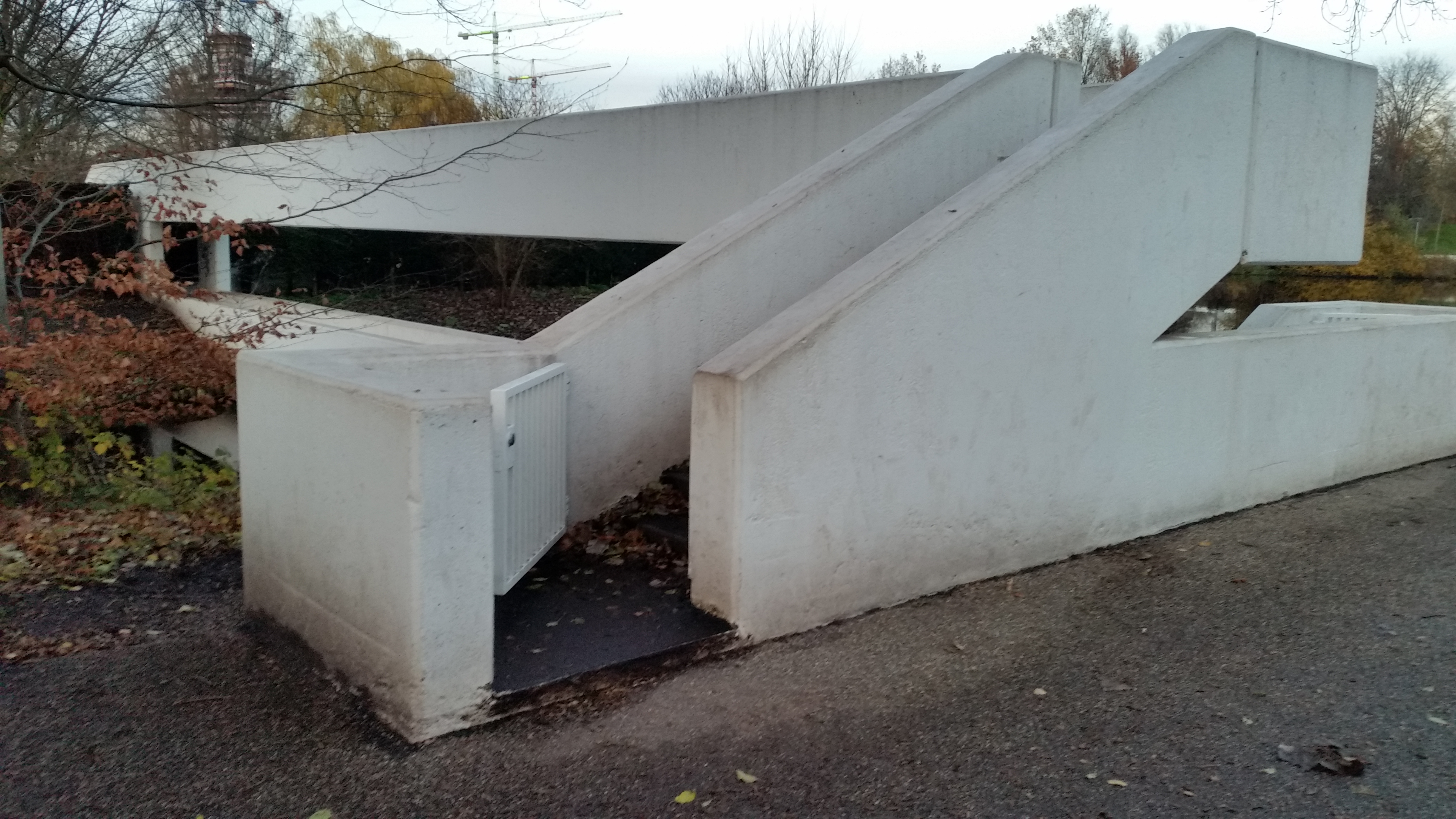
Zijaanzicht (januari 2019)

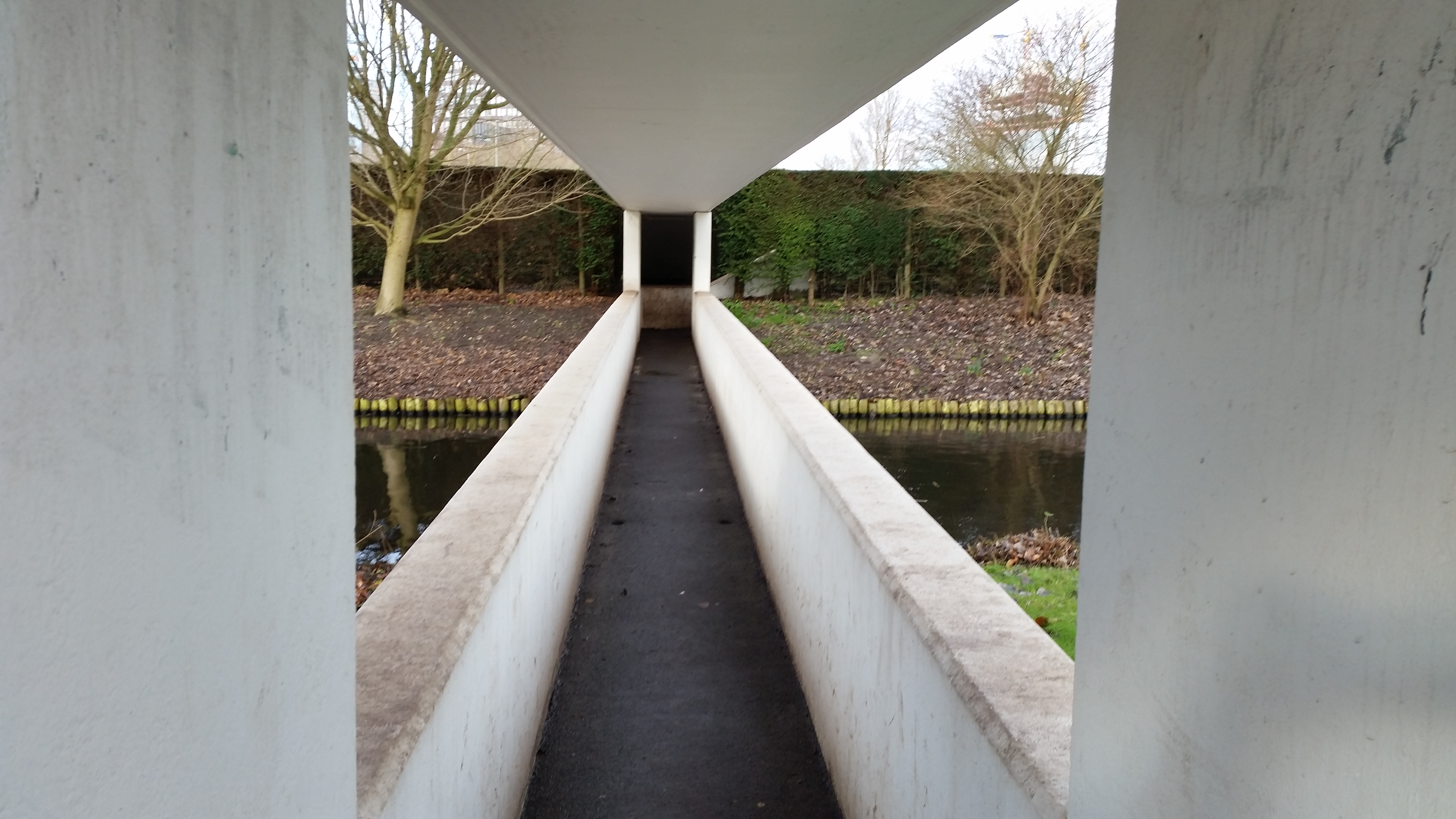
Uitzicht (januari 2019)

<<< · 400 · 401 · 402 · 403 · 404 · 405 · 406 · 407 · 408 · 409 · 410 · 411 · 413 · 414 · 415 · 416 · 417 · 418 · 419 · 420 · 421 · 422 · 423 · 424 · 425 · 427 · 429 · 430 · 431 · 432 · 433 · 434 · 435 · 436 · 437 · 438 · 439 · 440 · 441 · 442 · 443 · 444 · 445 · 446 · 447 · 448 · 449 · 450 · 451 · 452 · 453 · 454 · 455 · 456 · 457 · 458 · 459 · 460 · 461 · 462 · 463 · 464 · 465 · 466 · 469 · 470 · 471 · 472 · 473 · 474 · 475 · 476 · 478 · 479 · 480 · 482 · 483 · 485 · 486 · 487 · 488 · 489 · 490 · 491 · 492 · 493 · 494 · 495 · 496 · 497 · 499 · >>>
Brugnummers 412, 426, 428, 467, 468, 477, 481, 484 en 498 zijn niet (meer) vergeven.